# Andreas Mogensen
Andreas Mogensen Enevold (Copenaghen, 2 novembre 1976) è un astronauta danese.
Nel 2015 ha partecipato alla missione spaziale di breve durata Sojuz TMA-18M/Sojuz TMA-16M a bordo della Stazione spaziale internazionale (ISS). Nel 2023 è tornato nello spazio a bordo della Crew Dragon Endurance con il ruolo di pilota della SpaceX Crew-7 per prendere parte alla missione di lunga durata Expedition 69/70. Durante il suo periodo in orbita ha assunto il comando della ISS per cinque mesi e mezzo.

## Biografia

### Istruzione
Dopo aver concluso il percorso alla Rygaards International School nel 1995, Mogensen frequentò un Baccellierato internazionale presso la Copenhagen International School. Nel 1999 conseguì un master in ingegneria aeronautica presso l'Imperial College London nel Regno Unito, trascorrendo inoltre un semestre all'Istituto Superior Tecnico a Lisbona, in Portogallo. Proseguì gli studi conseguendo un dottorato in Ingegneria aerospaziale all'Università del Texas ad Austin negli Stati Uniti nel 2007.

### Carriera come ingegnere
Mogensen iniziò a lavorare come ingegnere al Schlumberger Oilfield Services dove lavorò come ingegnere dei servizi di perforazione tra il 2000 e il 2001 nelle piattaforme petrolifere della Repubblica del Congo e dell'Angola. Dal 2001 al 2003 assunse il ruolo di ingegnere dei sistemi di controllo nel dipartimento di ricerca e sviluppo della società Vestas Wind Systems in Danimarca, dove progettò i sistemi di controllo per le turbine eoliche. Dal 2004 al 2007, mentre conseguiva il dottorato, fu assistente ricercatore del Center for Space Research e tutor nel Dipartimento di ingegneria aerospazioane dell'Università del Texas. Dal 2007 al 2008 lavorò in Germania come ingegnere dei sistemi di controllo dell'assetto e dell'orbita per la HE Space Operations; era stato subappaltato ad Airbus a Friedrichshafen, in Germania, per tutta la durata del suo impiego, dove lavorò alla missione Swarm dell'Agenzia Spaziale Europea (ESA). Quando nel 2009 venne selezionato come astronauta dall'ESA era ingegnere aerospaziale al Surrey Space Centre, presso l'Università del Surrey, nel Regno Unito. Durante la sua carriera ha avuto esperienze lavorative in Thailandia, Singapore, Portogallo, Repubblica del Congo, Angola e Stati Uniti.

### Carriera di astronauta
Mogensen venne scelto nel maggio 2009 come astronauta del Gruppo 3 degli Astronauti ESA, diventando il primo astronauta danese dall'ESA. Completò l'addestramento astronautico di base nel novembre 2010 entrando a fare parte Corpo Astronauti Europeo. In attesa di essere assegnato a una missione svolse addestramenti avanzati nei Paesi partner della Stazione spaziale internazionale. Nel 2012 partecipò alla missione analoga ESA CAVES dove trascorse insieme ad altri cinque astronauti internazionali una settimana in una grotta della Sardegna. Rispettivamente nel settembre 2013 e 2014 partecipò alle missioni analoghe NEEMO 17/SEATEST II e NEEMO 19 vivendo nel Laboratorio Aquarius situato sul fondale marino al largo delle coste della Florida per circa dieci giorni in totale. Nel 2015 partecipò alla missione spaziale di breve durata Sojuz TMA-18M/Sojuz TMA-16M sulla ISS. Tra il 2016 e il 2022 fu ufficiale di collegamento degli astronauti europei presso il Johnson Space Center della NASA durante il quale lavorò anche come CAPCOM del Centro di controllo missione di Houston. Assunse i ruoli di Capsule communicator per le missioni di rifornimento SpaceX CRS-12 e SpaceX CRS-14; IV Ground per US EVA 51, US EVA 69 e US EVA 73; e Astronaut Increment Lead per Expedition 56 e 57. Inoltre, ricoprì il ruolo di Assistente ISS del Capo dell'Ufficio astronauti della NASA e di Vice capo della Divisione Equipaggio di supporto alla missione. Tra il 2021 e il 2022 partecipò al corso di addestramento PANGAEA dell'ESA in varie località europee come le Isole Lofoten (Norvegia), Isole Canarie (Spagna), Dolomiti (Italia) e il cratere Nördlinger Ries (Germania) per approfondire le sue conoscenze in geologia e astrobiologia in vista di possibili future missioni lunari.

#### Sojuz TMA-18M/Sojuz TMA-16M
Il 2 settembre 2015 alle 4:37 UTC venne lanciato con il comandante Volkov e il cosmonauta Ajdyn Aimbetov dal Cosmodromo di Baikonur a bordo della Sojuz TMA-18M, diventando il primo danese della storia ad andare nello spazio. L'attracco con la ISS avvenne due giorni dopo, il 4 settembre 2015 alle 8:42 UTC. Dopo aver trascorso 10 giorni a bordo della ISS, il 12 settembre 2015 tornò sulla Terra con la Sojuz TMA-16M insieme al comandante Gennadij Padalka e Aimbetov.

#### SpaceX Crew-7 (Expedition 69/70)
È tornato nello spazio il 26 agosto 2023 a bordo della Crew Dragon Endurance per la missione SpaceX Crew-7 con il ruolo di pilota, diventando il primo astronauta non-statunitense a pilotare il veicolo di SpaceX. Durante la sua permanenza nello spazio ha preso parte alla missione di lunga durata Expedition 69/70 a bordo della Stazione spaziale internazionale durante la quale ha assunto il comando della ISS per l'Expedition 70. Ha fatto ritorno sulla Terra il 12 marzo 2024 dopo 199 giorni nello spazio.

## Vita privata
I suoi passatempi sono il rugby, l'alpinismo e le immersioni. È stato certificato come pilota privato dopo aver frequentato la Lufthansa flight school.